# Orbivestus
Orbivestus es un género de plantas fanerógamas perteneciente a la familia de las asteráceas. Comprende 12 especies descritas y de estas 10 aceptadas.

## Taxonomía
El género fue descrito por Harold E. Robinson y publicado en Proc. Biol. Soc. Washington 112(1): 231 (1999)

## Especies aceptadas
A continuación se brinda un listado de las especies del género Orbivestus aceptadas hasta septiembre de 2012, ordenadas alfabéticamente. Para cada una se indica el nombre binomial seguido del autor, abreviado según las convenciones y usos.
- Orbivestus albocinerascens (C.Jeffrey) Isawumi
- Orbivestus bamendae (C.D.Adams) Isawumi
- Orbivestus blumeoidea (Hook.f.) Isawumi
- Orbivestus catumbensis (Hiern) H.Rob.
- Orbivestus cinerascens (Sch.Bip.) H.Rob.
- Orbivestus karaguensis (Oliv. & Hiern) H.Rob.
- Orbivestus leopoldii (Vatke) H.Rob.
- Orbivestus teitensis (O.Hoffm.) H.Rob.
- Orbivestus turbinata (Oliv. & Hiern) H. Rob
- Orbivestus unionus (Sch.Bip. ex Walp.) H.Rob.	Accepted